# بول زيمرمان
بول زيمرمان (بالإنجليزية: Paul Lionel Zimmerman)‏ هو كاتب أمريكي، ولد في 23 أكتوبر 1932، وتوفي في 1 نوفمبر 2018.

## وصلات خارجية
- بول زيمرمان على موقع أرشيف الشارخ.